# Теракт в Лахоре (2016)
Террористический акт в Лахоре (Пакистан) произошёл 27 марта 2016 года. В результате теракта погибло по меньшей мере 72 человека, более сотни получили ранения. Теракт был совершён террористом-смертником, подорвавшим себя у главного входа в детский парк Гульшан-э-Икбаль. Данный теракт является одним из крупнейших в истории Лахора. Жертвами теракта стали в основном женщины и дети. Ответственность за взрыв взяла на себя террористическая группировка Джамаат-уль-Ахрар.

## Реакция
Президент Пакистана Мамнун Хусейн и глава Пенджаба Рафик Малик Мухаммад Раджвана осудили теракт, в Пакистане объявлен трёхдневный траур.